# 8611 Judithgoldhaber
8611 Judithgoldhaber eller 1977 UM4 är en asteroid i huvudbältet som upptäcktes den 18 oktober 1977 av den amerikanska astronomen Schelte J. Bus vid Siding Spring-observatoriet. Den är uppkallad efter Judith Goldhaber.
Asteroiden har en diameter på ungefär 5 kilometer och den tillhör asteroidgruppen Nysa.